# Урджа (дочь Прасути)
Урджа (санскр. ûrjâ = «сила», «энергия») — в позднейшей индийской мифологии одна из тринадцати дочерей Дакши (таких же аллегорий, как и она сама) от жены Прасути.
ЭСБЕ называет её женой Дхармы (санскр. Dharma = «долг»). Однако, согласно «Вишну-пуране» (7:24, 25), её супружеской парой был мудрец Васиштха («самый богатый», «великолепнейший»).